# Siphlophis leucocephalus
Siphlophis leucocephalus — вид змій родини полозових (Colubridae). Ендемік Бразилії.

## Поширення і екологія
Siphlophis leucocephalus мешкають в штатах Баїя, Мінас-Жерайс і Гояс, зокрема на плато Чапада-Діамантіна. Вони живуть в атлантичних лісах та в саванах і рідколіссях серрадо. Ведуть нічний, деревний спосіб життя. Живляться ящірками.